# Fenylazijnzuur
Fenylazijnzuur, fenylethaanzuur of PAA (uit het Engels: Phenylacetic Acid) is een organische verbinding met als brutoformule C8H8O2. Het is een kleurloze vaste stof met een karakteristieke zoete geur, die onoplosbaar is in water.
Fenylazijnzuur komt veresterd voor in bepaalde auxines (plantenhormonen), afkomstig van fruit. Het is tevens een oxidatieproduct van fenylethylamine, een lichaamseigen stof bij mensen en andere organismen.

## Synthese
Fenylazijnzuur kan bereid worden door een hydrolyse van benzylcyanide:
De stof is tevens te verkrijgen door een reeks van additiereacties met azijnzuurderivaten en vrije radicalen op benzylchloride of tolueen. Ook de additie van koolstofdioxide aan de Gringardreagentia van benzylhalogeniden levert fenylazijnzuur op.

## Toepassingen
Fenylazijnzuur wordt voornamelijk gebruikt in de parfumindustrie, waar het in lage concentraties een zoete, honingachtige geur voortbrengt. Het wordt ook gebruikt bij de productie van penicilline G.